# Jacques Foix
Jacques Foix (Mont-de-Marsan, 26 novembre 1930 – Mont-de-Marsan, 14 giugno 2017) è stato un calciatore francese, di ruolo attaccante.

## Palmarès
- Campionato francese: 2

Nizza: 1958-1959
Saint-Étienne: 1963-1964